# Chassalia javanica
Chassalia javanica là một loài thực vật có hoa trong họ Thiến thảo. Loài này được (Blume) Piessch. mô tả khoa học đầu tiên năm 2001.